# Vidal Sassoon
Vidal Sassoon, CBE, född 17 januari 1928 i Hammersmith, London, död 9 maj 2012 i Los Angeles, Kalifornien, var en brittisk känd frisör som främst under 1960-talet tog fram ett antal modefrisyrer. Han startade även ett företag som tillverkar hårvårdsprodukter.

## Biografi
Sassoon blev evakuerad på grund av bombningar under andra världskriget. Han vistades även på barnhem några år eftersom hans ensamstående mor inte kunde försörja honom och hans syskon. 1945 lyckades hans mor ordna en utbildning som frisör. Sassoons lärare, Adolph Cohen, lät honom utbilda sig gratis. Sassoon var jude och deltog i slagsmål mot fascister i East End under åren efter kriget. Han deltog även i 1948 års arab-israeliska krig 1948–49, men återvände hem till London efter bildandet av staten Israel.
Vidal Sassoon var gift fyra gånger. Första gången med Elaine Wood (1956); äktenskapet bestod i bara två år. 1967, gifte han sig med, skådespelerskan Beverly Adams. De fick fyra barn – två döttrar, Catya (1968–2002), död i hjärtattack av en överdos, Eden (född 1973) –och två söner, Elan (född 1970) och David. Sassoon och Adams skilde sig 1980. Hans tredje fru blev Jeanette Hartford-Davis, dressyrmästare och tidigare fotomodell; de gifte sig 1983 och skilde sig kort därefter. 1992 gifte han sig med designern Ronnie (Rhonda) Holbrook.

## Karriär
Vidal Sassoon arbetade under några år åt andra frisörer, men öppnade slutligen sin egen salong i på Bond Street i Mayfair, London. Efter några år, öppnade han en ny salong på New Bond Street 171, en adress som kom att bli tämligen känd under 1960-talet.
Sassoon förnyade frisöryrket i det att han istället för att fråga kunderna vad de ville ha, utförde han den klippning som han själv ansåg bäst för kunden. Därvid tog han ofta fäste vid geometrin mellan huvud och ansiktsform, för att få hårformen att accentuera. Hans salong blev även känd för sin färgstarka personal och den blandning av cool jazz och klassisk musik som spelades i bakgrunden, ingredienser som idag är betydligt mer vanliga i dessa sammanhang.
Sassoon hade ett gott samarbete med Mary Quant och hon inspirerade honom i hans skapande. Sassoon har själv uppgivit att han även var inspirerad av Bauhaus i det att han såg nästan med en arkitekts ögon på frisyrer. Sassoon lyckades, med Quant som första försökskanin, att skapa en rad frisyrer som var eleganta, enkla och lättskötta.[källa behövs]
Sassoon lät så småningom öppna flera frisörlokaler i USA och i England, inte minst under förutsättningen att tidigare kolleger i frisörsbranschen köpte upp hans namn för att skaffa sig ett eget bra rykte.
Vidal Sassoon avled av naturliga orsaker i sitt hem i Los Angeles.